# La Estancia, Victoria
La Estancia är en ort i Mexiko.   Den ligger i kommunen Victoria och delstaten Guanajuato, i den centrala delen av landet, 230 km nordväst om huvudstaden Mexico City. La Estancia ligger 1 954 meter över havet och antalet invånare är 248.
Terrängen runt La Estancia är kuperad. Runt La Estancia är det glesbefolkat, med 14 invånare per kvadratkilometer. Närmaste större samhälle är Doctor Mora, 17,1 km sydväst om La Estancia. Trakten runt La Estancia består i huvudsak av gräsmarker.